# 宮崎安澄
宮崎 安澄（みやざき あずみ、1975年3月3日 - ）は日本の陸上競技選手（中距離、長距離）。

## 来歴
熊本県出身。1989年（平成元年）、熊本市立湖東中学校3年生の時に1500メートル走で日本中学新記録を出す。中学時代は1500だけでなく800、3000、5000mでも熊本県中学新記録を樹立する金字塔を打ち立てた。全国都道府県対抗女子駅伝競走大会では1989 - 1990年（平成元年 - 平成2年）に連続して3区で区間賞。
河村邦彦の指導を仰いだ筑紫女学園高等学校在学中には日本高校新記録を樹立。高校1年時の1990年第2回全国高等学校駅伝競走大会女子の部ではエース区間の1区6kmを鯉川なつえ（3年）を、宮崎は準エース区間のアンカー5区5kmを走ったが16:49で区間4位に留まりチームも総合3位であった。その他出場者には同区間5区に山口衛里（西脇工業3年）、鈴木真紀（埼玉栄2年）、4区に久保田和恵（群馬女子短大附属3年）、杉村奈美（市立船橋２年 ）、徳田由美子（埼玉栄2年 ）、2区に堤文子（埼玉栄3年）、1区に山内美根子（茨城キリスト3年）、盛山玲世（由良育英3年）などがいた。
高校2年時の1991年同第3回大会では1区を走り、前年第2回大会で先輩鯉川なつえが樹立した区間新記録19:39に次ぐ歴代2位の記録19:42で区間賞をマーク。区間3位は9秒差で同タイムの中人幸子（市立船橋1年）をコンマ差でかわした高橋千恵美（聖和学園1年）であった。チームも2区3年下司則子、3区3年後藤由華子らを擁し追いすがる市立船橋を振り切り初優勝した。1992年同第4回大会でも1区を走り19:36をマークしたが、区間1位19:29をマークした加藤明子（宇治3年）、久保田祐子（浜松日体3年）、井幡和代（鈴峯女子3年）らに次ぎ、中人幸子（市立船橋2年）と同タイムながらコンマ差でかわし区間4位に終わり、チームも総合4位に終わった。その他同学年には2年間5区を走った小川ミーナ（順天 ）などがいる。
就職してからのちは、リクルート、積水化学工業で師匠小出義雄の指導を受ける。世界クロスカントリー選手権大会に日本代表として出場。1998年（平成10年）の東京国際女子マラソンで浅利純子、市橋有里（共に2:28:29）に次ぐ2:30:06で3位に入った。1999年（平成11年）には国際グランプリ陸上大阪大会に出場した。